# Oskars landskommun
Oskars landskommun var en kommun i Kalmar län.

## Administrativ historik
Kommunen inrättades som landskommun i Oskars socken i Södra Möre härad i Småland när 1862 års kommunalförordningar trädde i kraft. Den uppgick 1952 i Mortorps landskommun, överfördes sedan 1969 till Nybro stad, från 1971 Nybro kommun.

## Politik

### Mandatfördelning i Oskars landskommun 1938-1946
| 7 | 8 | 5 |

| 20 |

| 6 | 10 | 4 |

| 20 |

| 6 | 10 | 4 |

| 18 |